# Phyllopodopsyllus hibernicus
Phyllopodopsyllus hibernicus is een eenoogkreeftjessoort uit de familie van de Tetragonicipitidae. De wetenschappelijke naam van de soort is voor het eerst geldig gepubliceerd in 1955 door Roe.